# دائرة النائب العام (أستراليا)
دائرة النائب العام هي إدارة تابعة للحكومة الأسترالية مسؤولة عن القانون والعدالة، وعلاقات العمل منذ 29 مايو 2019. يشغل سكرتير دائرة المدعي العام حاليًا كاثرين جونز، والتي تقدم تقاريرها إلى النائب العام لأستراليا حاليا مارك دريفوس.